# Prolog
Prolog（的缩写）是一种逻辑编程语言。它建立在逻辑学的理论基础之上， 最初被运用于自然语言等研究领域。现在它已广泛的应用在人工智能的研究中，它可以用来建造专家系统、自然语言理解、智能知识库等。

## 历史
Prolog语言的理论基础建立于爱丁堡大学的罗伯特·科瓦尔斯基对霍恩子句（Horn Clause）的程序性解释，最早由艾克斯-马赛大学的Alain Colmerauer与Phillipe Roussel等人于60年代末研究开发。1972年被公认为是Prolog语言正式诞生的年份，自1972年以后，分支出多种Prolog的方言。最主要的两种方言为爱丁堡和艾克斯-马赛。最早的Prolog解释器由Roussel建造，而第一个Prolog编译器则是David Warren编写的。
Prolog一直在北美和欧洲被广泛使用。日本政府曾经为了建造智能计算机而用Prolog来开发ICOT第五代计算机系统。在早期的机器智能研究领域，Prolog曾经是主要的开发工具。
80年代Borland开发的Turbo Prolog，进一步普及了Prolog的使用。1995年确定了ISO Prolog标准。

## 特點
有別於一般的函数式语言，prolog的程式是基於謂詞邏輯的理論。最基本的寫法是定义物件與物件之間的關係，之後可以用詢問目標的方式來查詢各種物件之間的關係。系統會自動進行匹配及回溯，找出所詢問的答案。
Prolog代码中以大写字母开头的元素是变量，字符串、数字或以小写字母开头的元素是常量。下划线（_）被称为匿名变量。

## 语法示例
事实语句，例如：
```
human(kate).
human(bill).
likes(kate,bill).
```

表示kate和bill是人（human），kate喜欢bill。
规则语句，例如：
```
friend(X,Y):-likes(X,Y),likes(Y,X).
```

表示对于两个对象XY，如果X喜欢Y，且Y喜欢X，那么他们是朋友。

## Prolog範例
範例如下：

### Quicksort
快速排序範例（對list作排序）：
```
/* quicksort2.pl    原始來源：http://en.wikipedia.org/wiki/Prolog   */

/* quicksort()中的第二個引數帶有排序好的結果　*/

/* 僅為示範，若為gprolog使用者則用內建sort等較佳 */

/* 在gprolog下之編譯例：gplc --min-size quicksort2.pl　*/

/*   執行 quicksort2 後會出現排序結果 [2,9,18,18,25,33,66,77] */

q
:
-
 
L
=
[
33
,
18
,
2
,
77
,
66
,
18
,
9
,
25
],
 
last
(
P
,
_
),
 
(
quicksort
(
L
,
P
,
_
),
 
write
(
P
),
 
nl
).
    
/* 加入last/2會在印P時沒複合項 */

partition
([],
 
_
,
 
[],
 
[]).
			
/* 此行表空集亦視為分割（分割成空集與空集）*/

partition
([
X
|
Xs
],
 
Pivot
,
 
Smalls
,
 
Bigs
)
 
:-
	
/* 原list分成Smalls與Bigs; 此规则保證Smalls集<Pivot且Bigs集>=Pivot */

    
(
   
X
 
@<
 
Pivot
 
->

        
Smalls
 
=
 
[
X
|
Rest
],

        
partition
(
Xs
,
 
Pivot
,
 
Rest
,
 
Bigs
)

    
;
   
Bigs
 
=
 
[
X
|
Rest
],

        
partition
(
Xs
,
 
Pivot
,
 
Smalls
,
 
Rest
)

    
).

 

quicksort
([])
     
-->
 
[].
			
/* 表empty list視為排序好的list */

quicksort
([
X
|
Xs
])
 
-->
			
/* 此行相當於quicksort([X|Xs],Start,End) :-  此规则讓Start為sorted list */

    
{
 
partition
(
Xs
,
 
X
,
 
Smaller
,
 
Bigger
)
 
},
	
/* 由上行最左端元素為 Pivot */

    
quicksort
(
Smaller
),
 
[
X
],
 
quicksort
(
Bigger
).
	
/* 此行相當於	quicksort(Smaller,Start,A),

    								A=[X|B],  注意首字母大寫者皆視為變數(list)

								quicksort(Bigger,B,End).  */

:-
 
initialization
(
q
).
		
/* 啟動q處goals */

```

### sort
下面簡潔的排序範例可以體會到為什麼AI領域喜用Prolog：
```
/* sortcsj.pl    原始參考：Computer Science  J. Glenn Brookshear   */

/* sortcsj()中的第二個引數帶有排序好的結果　*/

/* 僅為示範，若為gprolog使用者則用內建sort等較佳 */

/* 在gprolog下之編譯例：gplc --min-size sortcsj.pl　*/

/*   執行 sortcsj 後會出現排序結果 [2,9,18,18,25,33,66,77] */

q
:
-
 
L
=
[
33
,
18
,
2
,
77
,
18
,
66
,
9
,
25
],
 
(
sortcsj
(
L
,
P
),
 
write
(
P
),
 
nl
).
 

sortcsj
(
L
,
S
)
 
:-
  
permutation
(
L
,
S
),
 
ordered
(
S
).
	
/* L為原list, S為排序好的list, 此為permutation關係(built-in) */

ordered
([]).
			
/* 表empty list視為排序好的list */

ordered
([
_
|[]]).
			
/* 只有一元素之list視為排序好的list */

ordered
([
A
|[
B
|
T
]])
 
:-
 
A
 
=<
 
B
,
 
ordered
([
B
|
T
]).
	
/* 此规则約束所謂的排序好是指前項元素小於或等於後一項元素 */

:-
 
initialization
(
q
).
		
/* 啟動q處goals */

```

### Russell's paradox
示範羅素悖論在Prolog下會導致堆疊溢位：
```
/* tstpx.pl */

/* 羅素佯謬(羅素悖論)（皇帝新腦 羅杰.彭羅斯 p.120）會導致不停機(使得gprolog產生 stack overflow) */

/* 在gprolog下之編譯例：gplc --min-size tstpx.pl　*/

q
:
-
 
px
(
_
).
              
/* 找尋任何可使 px() 规则成立的方式 */

px
(
1
)
 
:-
 
\+
 
px
(
1
).
      
/* 規定此规则不成立。 i.e. 此规则為假時此规则才為真 （佯謬）*/

:-
 
initialization
(
q
).
           
/* 啟動q處goal */

```

## 外部連結
- Prolog 人工智能语言中文论坛

实现
- SWI-Prolog（页面存档备份，存于）
- Yap Prolog